# Brézou
Le Brézou est une rivière française du département de la Corrèze, affluent en rive gauche de la Vézère et sous-affluent de la Dordogne. 

## Géographie
Le Brézou prend sa source en Corrèze vers 465 mètres d'altitude, au nord du lieu-dit la Besse, sur la commune de Seilhac. 
Après environ un kilomètre, il se déverse dans l'Étang Neuf. Il passe à l'ouest du village de Saint-Clément puis au sud-ouest de Lagraulière. Tout en contournant la forêt de Blanchefort par le nord, il reçoit en rive droite le ruisseau de Blanchefort puis passe au nord de Perpezac-le-Noir. 
Enfin, il reçoit en rive droite son principal affluent, le ruisseau de Pont Lagorce, avant de confluer, un kilomètre plus loin, en rive gauche de la Vézère, vers 240 mètres d'altitude, sur la commune de Vigeois, en bordure de la ligne ferroviaire Paris-Toulouse.
Le Brézou est long de 29,8 kilomètres et son bassin versant s'étend sur 103 km2.

### Affluents
Parmi les 19 affluents du Brézou répertoriés par le Sandre, les deux plus longs se situent en rive droite : le ruisseau de Blanchefort, avec 7,3 km ; le ruisseau de Pont Lagorce, avec 9,5 km.

### Hydrologie
Le débit du Brézou a été observé sur une période de 61 ans (1951-2011), à Vigeois, à la station hydrologique du pont de Bleygeat, moins d'un kilomètre avant sa confluence avec la Vézère, soit la presque totalité du bassin versant de la rivière.
Le module y est de 1,940 m3/s. 
Sa température varie peu de 5 à 16 °C mais elle reste fraîche pour un ruisseau de plaine[réf. nécessaire]. 
Le Brézou présente des fluctuations saisonnières de débit, avec une période de hautes eaux d'hiver-printemps caractérisée par un débit mensuel moyen évoluant dans une fourchette de 2,05 à 3,02 m3/s, de décembre à mai inclus (avec un maximum en janvier). La période des basses eaux a lieu de juillet à octobre, avec une baisse du débit moyen mensuel allant jusqu'à 0,929 m3 au mois d'août, ce qui est loin d'être sévère pour un cours d'eau d'aussi petite taille. Cependant ces chiffres ne sont que des moyennes et les fluctuations de débit peuvent être plus importantes selon les années et sur des périodes plus courtes. 
À l'étiage le VCN3 peut chuter jusque 0,22 m3, en cas de période quinquennale sèche, soit 220 litres par seconde.
Les crues peuvent être importantes, surtout compte tenu de la taille assez modeste du bassin versant. Les QIX 2 et QIX 5 valent respectivement 19 et 29 m3/s. Le QIX 10 est de 36 m3/s, le QIX 20 de 42 m3, tandis que le QIX 50 se monte à 50 m3/s. 
Le débit journalier maximal enregistré durant cette période, a été de 48 m3/s le 13 janvier 1962.
Au total, le Brézou est une rivière abondante. La lame d'eau écoulée dans son bassin versant est de 590 millimètres annuellement, ce qui est nettement supérieur à la moyenne de la France entière tous bassins confondus (320 millimètres). Le débit spécifique de la rivière (ou Qsp) atteint ainsi le chiffre de 18,6 litres par seconde et par kilomètre carré de bassin.

### Département et communes traversés
À l'intérieur du département de la Corrèze, le Brézou arrose six communes, :
- Seilhac (source)
- Saint-Clément
- Lagraulière
- Chanteix
- Perpezac-le-Noir
- Vigeois (confluent)